# Columnea sanguinea
Columnea sanguinea é uma espécie de planta do gênero Columnea e da família Gesneriaceae. 

## Taxonomia
A espécie foi descrita em 1865 por Johannes von Hanstein. 
Os seguintes sinônimos já foram catalogados:  
- Besleria sanguinea  Pers.
- Dalbergaria sanguinea  (Pers.) Steud.

## Forma de vida
É uma espécie epífita, rupícola, herbácea e subarbustiva. 

## Descrição
| Folha                          | Folha                    |
| ------------------------------ | ------------------------ |
| cor face abaxial da das lâmina | verde com mácula vinácea |
| formato das lâmina             | oblanceolada             |
| par de folha                   | desigual                 |
| Flor                           |                          |
| formato das lacínia dos cálice | estreitamente lanceolada |
| margem das lacínia dos cálice  | profundamente serreada   |
| corola comprimento             | 1                        |
| Fruto                          |                          |
| cor do fruto                   | amarelo                  |

## Conservação
A espécie faz parte da Lista Vermelha das espécies ameaçadas do estado do Espírito Santo, no sudeste do Brasil. A lista foi publicada em 13 de junho de 2005 por intermédio do decreto estadual nº 1.499-R. 

## Distribuição
A espécie é encontrada nos estados brasileiros de Alagoas, Amazonas, Bahia, Ceará, Espírito Santo, Rondônia e Roraima. 
A espécie é encontrada nos  domínios fitogeográficos de Floresta Amazônica, Cerrado e Mata Atlântica, em regiões com vegetação de floresta ombrófila pluvial.